# دوري الدرجة الثالثة الإيراني 2011–12
دوري الدرجة الثالثة الإيراني 2011–12 هو موسم من الدوري الإيراني الدرجة الثالثة. فاز فيه Persepolis Ganaveh F.C. ‏.